# 光梗翠雀花
光梗翠雀花（学名：Delphinium obcordatilimbum var. minus）为毛茛科翠雀属下的一个变种。

## 扩展阅读
- 維基物種上的相關：光梗翠雀花